# Кшиновлоґа-Велика
Кшиновлоґа-Велика (пол. Krzynowłoga Wielka) — село в Польщі, у гміні Хожеле Пшасниського повіту Мазовецького воєводства.
Населення — 323 особи (2011).
У 1975-1998 роках село належало до Остроленцького воєводства.

## Демографія
Демографічна структура станом на 31 березня 2011 року:
|          | Загалом | Допрацездатний вік | Працездатний вік | Постпрацездатний вік |
| -------- | ------- | ------------------ | ---------------- | -------------------- |
| Чоловіки | 161     | 28                 | 109              | 24                   |
| Жінки    | 162     | 34                 | 88               | 40                   |
| Разом    | 323     | 62                 | 197              | 64                   |